# خليفة العريفي
خليفة حسن  (1946-) ممثل ومخرج ومؤلف بحريني، يعد من رواد الحركة المسرحية في البحرين،  وأسهم في تأسيس عديد من المؤسسات الثقافية، مثل أسرة الأدباء والكتاب، ومسرح أوال والملتقى الثقافي الأهلي، كما كتب القصة القصيرة والرواية،  إضافة إلى المسرحيات والمسلسلات التلفزيونية، وأخرج عديداً من البرامج.

## بدأ حياته الفنية والأدبية من خلال كتابة القصة القصيرة فكتب القصص الآتية
|  | العنوان                  | الناشر                                                      | تاريخ النشر    |
|  | ------------------------ | ----------------------------------------------------------- | -------------- |
|  | دموع اليتيم              | جريدة الأضواء                                               | أبريل 1967     |
|  | رحلة العمر               | جريدة الأضواء                                               | 28 سبتمبر1967  |
|  | البقعة السوداء           | جريدة الأضواء                                               | 16 نوفمبر 1967 |
|  | الابتسامة لن تغيب        | جريدة الأضواء                                               | 28 سبتمبر1967  |
|  | ذكرى لم تنته             | مجلة هنا البحرين                                            | سبتمبر 1978    |
|  | عذاب لا ينتهي            | جريدة الأضواء                                               | 18 يوليو 1968  |
|  | السجين                   | جريدة الأضواء                                               | 8 أغسطس 1968   |
|  | ثرثرة خلف جدار الصمت     | جريدة الأضواء                                               | 5 سبتمبر 1968  |
|  | الشحات والغوص الجديد     | جريدة الأضواء                                               | 17 يوليو 1969  |
|  | ذات ليلة من ليالي الأرق  | جريدة الأضواء                                               | 21 أغسطس 1969  |
|  | ضياع في ليل الجواري      | جريدة الأضواء                                               | 25 سبتمبر 1969 |
|  | بداية الطريق             | جريدة الأضواء                                               | 18 يونيو 1970  |
|  | سيرة الجوع والصمت        | نشرت ضمن مجموعة (9 أصوات في القصة البحرينية الحديثة). بيروت | 1971           |
|  | آه يا مرفأ الأمان        | مجلة صدى الأسبوع                                            | 26 أكتوبر 1971 |
|  | الوجه الذي تأكله الديدان | مجلة المجتمع الجديد                                         | 21 فبراير 1972 |
|  | الدخول في الدائرة        | مجلة البيان الكويتية                                        | أبريل 1974     |
|  | خيط من الدم              | مجلة الأقلام العراقية - العدد السابع                        | نيسان 1975     |
|  |                          |                                                             |                |

## أعماله
- حزاوينا خليجية 2016 - مسلسل
- السندباد بن حارب2010 - مسلسل
- جنون الليل2006 - مسلسل
- بحر الحكايات1997 - مسلسل
- حسن ونور السنا1995 - مسلسل
- ملفى الأياويد1995 - مسلسل
- فتاة أخرى 1993 - مسلسل
- رحلة العجائب1990 - مسلسل
- حاجز الذكريات1979 - سهرة تليفزيونية
- الوهم0 - مسلسل اذاعي
- ملاذ الطير0 - مسلسل اذاعي
- جري الوحوش0 - مسلسل اذاعي